# Manuel Martínez
Manuel Martínez Gutiérrez (* 7. prosince 1974, León) je bývalý španělský atlet, halový mistr světa a halový mistr Evropy ve vrhu koulí.

## Kariéra
Mezinárodní kariéru započal v roce 1992 na juniorském mistrovství světa v jihokorejském Soulu, kde získal stříbro. O rok později se stal v San Sebastiánu juniorským mistrem Evropy. Na halovém MS 1995 v Barceloně a na halovém MS 1999 v Maebaši skončil čtvrtý.
V roce 2001 vybojoval bronzovou medaili na halovém MS v Lisabonu, získal zlato na světové letní univerziádě v Pekingu, bronz na Hrách dobré vůle v australském Brisbane, zlato na Středomořských hrách v tuniském Radès a skončil čtvrtý na světovém šampionátu v Edmontonu.
V roce 2007 byl na dva roky zvolen do komise sportovců IAAF.

### Letní olympijské hry
Čtyřikrát reprezentoval Španělsko na letních olympijských hrách. Největší úspěch zaznamenal v roce 2004 na olympiádě v Athénách, kde původně skončil těsně pod stupni vítězů, na 4. místě. Jeho nejdelší pokus měřil 20,84 metru. Bronzovou medaili vybojoval výkonem 21,07 m Joachim Olsen z Dánska, stříbro Američan Adam Nelson a olympijským vítězem se stal Ukrajinec Jurij Bilonog, který zvítězil díky lepšímu technickému zápisu. Po osmi a půl letech se však Martínez dočkal bronzové medaile. Mezinárodní olympijský výbor v roce 2012 analyzoval vzorky Ukrajince Bilonoga a v nich byly nalezeny zakázané prostředky.
Na letních olympijských hrách 2000 v australském Sydney obsadil ve finále šesté místo. V roce 1996 v Atlantě a v roce 2008 v Pekingu skončila jeho cesta v kvalifikaci.

### Mistrovství Evropy
Poprvé se probojoval na evropský šampionát v roce 1994. V Helsinkách skončil v kvalifikaci na celkovém 14. místě a do dvanáctičlenného finále nepostoupil. Na následujícím evropském šampionátu v Budapešti obsadil výkonem 20,02 m sedmé místo.
V roce 2002 se konalo ME v Mnichově, kde se umístil na pátém místě (20,45 m). Bronz vybojoval výkonem 20,58 m Ralf Bartels z Německa. O čtyři roky později na ME ve švédském Göteborgu skončil devátý. Na Mistrovství Evropy v atletice 2010 v Barceloně obsadil v kvalifikaci až 25. místo.

### Osobní rekordy
- hala - (21,26 m - 2. března 2002, Vídeň)
- venku - (21,47 m - 10. července 2002, Salamanca)